# Gendarmerie (Bulgarie)
 (novembre 2020).
Si vous disposez d'ouvrages ou d'articles de référence ou si vous connaissez des sites web de qualité traitant du thème abordé ici, merci de compléter l'article en donnant les références utiles à sa vérifiabilité et en les liant à la section « Notes et références ».
La gendarmerie bulgare a été créée peu après la guerre russo-turque de 1877-1878. La transformation de la « Garde policière » en « Gendarmerie » date d'un décret du 26 juillet 1881 signé par le Kniaz (prince) Alexandre Ier de Battenberg. Ce texte définit le « statut réglementaire de la gendarmerie » bulgare.